# Stojanka Mutafowa
Stojana Konstantinowa Mutafowa (bułg.) Стояна Константинова Мутафова (ur. 2 lutego 1922 w Sofii, zm. 6 grudnia 2019 tamże) – bułgarska aktorka.

## Życiorys
Urodziła się 2 lutego 1922 w Sofii. Jej ojcem był Konstantin Mutafow, dramaturg w Teatrze Narodowym im. Iwana Wazowa. Ukończyła gimnazjum żeńskie w Sofii. Ukończyła filologię klasyczną na Uniwersytecie Sofijskim oraz aktorstwo w Bułgarii i Pradze. W latach 1949–1956 grała w teatrze Iwana Wazowa. Współtworzyła teatr satyryczny „Aleko Konstantinow“, w którym występowała w latach 1957-1991. W 2005 występowała wraz z Georgi Kałojanczewem w sztuce na podstawie powieści Stanisława Lema Astronauci.